# Dopływ spod Dęby
Dopływ spod Dęby (także Giełzówka) – prawostronny dopływ Kurówki o długości 6,6 kilometrów. Przepływa przez Wólkę Nowodworską.